# Hitalakoppa, Turuvekere
Hitalakoppa là một làng thuộc tehsil Turuvekere, huyện Tumkur, bang Karnataka, Ấn Độ.